# Турач західний
Тура́ч західний (Pternistis griseostriatus) — вид куроподібних птахів родини фазанових (Phasianidae). Ендемік Анголи.

## Опис
Довжина птаха становить 29-33 см, вага 203–410 г. Довжина крила становить 13,9-16,1 см. довжина хвоста 8,7-10,2. Самиці є дещо меншими за самців. Лоб рудувато-коричневий, тім'я і потилиця сірувато-коричневі, скроні дещо світліші. Шия і спина переважно коричневі, пера на них поцятковані чорними і сірими смугами. Горло біле, решта нижньої частини тіла світло-охриста, поцяткована рудувато-коричневими і сірими смугами. Крила світло-сірі, поцятковані рудувато-коричневими  і попелястими смугами. Надхвістя і верхні покривні пера хвоста сіро-коричневі, поцятковані токими чорними смужками, хвіст коричневий, поцяткований чорними смугами.Дзьоб червонувато-оранжевий, знизу біля основи чорний. Очі карі, лапи червонувато-оранжеві. У самців на лапах є шпори. У молодих птахів верхня частина тіла більш рівномірно рудувато-коричнева. Пера на верхній частині тіла у них мають чорну, а не коричневу центральну частину, вони поцятковані чорними плямками. Нижня частина тіла менш каштанова, дзьоб світліший.

## Поширення і екологія
Західні турачі мешкають на високогір'ях західної Анголи та на прибережних рівнинах, зокрема в Національному парку Кісама. Вони живуть в густо підліску галерейних лісів та вторинних лісів, а також в сухих тропічних лісах і чагарникових заростях на півночі ареалу. Живляться молодими пагонами, насінням і безхребетними. Зустрічаються поодинці або зграйками до 7 птахів, на висоті від 800 до 1200 м над рівнем моря, переважно на висоті понад 800 м над рівнем моря.

## Збереження
МСОП класифікує цей вид як такий, що не потребує особливих заходів зі збереження. За оцінками дослідників, популяція західних турачів становить від 7,5 до 35 тисяч птахів. Їм може загрожує знищення природного середовища.